# Belgique au Concours Eurovision de la chanson 1982
La Belgique a participé au Concours Eurovision de la chanson 1982 le 24 avril à Harrogate, Angleterre au Royaume-Uni. C'est la 27e participation belge au Concours Eurovision de la chanson.
Le pays est représenté par la chanteuse Stella Maessen, sous son prénom Stella, et la chanson Si tu aimes ma musique, sélectionnées par la Radio-télévision belge de la Communauté française (RTBF) au moyen d'une finale nationale.

## Sélection

### Palmarès 1982
Le radiodiffuseur belge pour les émissions francophones, la Radio-télévision belge de la Communauté française (RTBF), organise une finale nationale intitulée Palmarès 1982 pour sélectionner l'artiste et la chanson représentant la Belgique au Concours Eurovision de la chanson 1982.
La finale nationale belge, présentée par Pierre Collard-Bovy, a lieu du 24 janvier au 21 février 1982 aux studios de la RTBF à Bruxelles. Elle est composée de trois quarts de finale, une demi-finale et une finale. Les chansons y sont toutes interprétées en français, l'une des trois langues officielles de la Belgique.
Dix-huit artistes et leurs chansons respectives ont participé à la sélection.
Lors de la finale nationale, c'est la chanson Si tu aimes ma musique, interprétée par la chanteuse néerlandaise Stella Maessen, accompagnée du chef d'orchestre Jacques Say. Stella Maessen a auparavant participé à l'Eurovision avec le groupe Hearts of Soul/Dream Express, représentant les Pays-Bas en 1970 et la Belgique en 1977.

#### Quarts de finale
Les téléspectateurs votent lors d'une émission suivant les quarts de finale, en remplissant et en soumettant un formulaire de type « loterie » afin de choisir dans l'ensemble des dix-huit chansons les six chansons demi-finalistes. Les informations concernant trois des quatre chansons non qualifiées du premier quart de finale ont été perdues,.
| Ordre | Artiste          | Chanson                       | Qualifié |
| ----- | ---------------- | ----------------------------- | -------- |
| 1     | Stella           | Si tu aimes ma musique        | Oui      |
| 2     | Joseph Cioppa    | Vivons l'amour de demain      | Oui      |
| 3     | Maryse et Johnny | Le Fruit de notre imagination | Non      |
| 4     | —                | —                             | Non      |
| 5     | —                | —                             | Non      |
| 6     | —                | —                             | Non      |

| Ordre | Artiste       | Chanson           | Qualifié |
| ----- | ------------- | ----------------- | -------- |
| 1     | Claude Michel | Si par bonheur    | Oui      |
| 2     | Gala          | Patati patata     | Non      |
| 3     | Pascal Amory  | Slow en tendresse | Oui      |
| 4     | Chrome 17     | Intuition         | Non      |
| 5     | Nicole Mery   | Quelle surprise   | Non      |
| 6     | Eddy Pascal   | Même              | Non      |

| Ordre | Artiste          | Chanson                      | Qualifié |
| ----- | ---------------- | ---------------------------- | -------- |
| 1     | Tiziano          | Par amour                    | Oui      |
| 2     | Cologne Intime   | Boomerang                    | Non      |
| 3     | Baxter           | Plus personne n'y croit      | Oui      |
| 4     | Jacky Lafon (nl) | On l'appelle chanson d'amour | Non      |
| 5     | Serge Mohimont   | Au fond de ma mémoire        | Non      |
| 6     | Isabelle Rigaux  | Partir                       | Non      |

#### Demi-finale
Les téléspectateurs votent en remplissant et soumettant un formulaire de type « loterie » afin de choisir dans l'ensemble des six chansons les quatre chansons finalistes. Les informations concernant les quatre chansons non qualifiées du premier quart de finale ont été perdues.
| Ordre | Artiste       | Chanson                  | Place |
| ----- | ------------- | ------------------------ | ----- |
| 1     | Claude Michel | Si par bonheur           | Non   |
| 2     | Stella        | Si tu aimes ma musique   | Oui   |
| 3     | Pascal Amory  | Slow en tendresse        | Non   |
| 4     | Joseph Cioppa | Vivons l'amour de demain | Oui   |
| 5     | Tiziano       | Par amour                | Oui   |
| 6     | Baxter        | Plus personne n'y croit  | Oui   |

#### Finale
La finale nationale a eu lieu le 21 février 1982 avec les quatre chansons qualifiées. Le vote se fait cette fois par un jury d'« experts » au lieu d'un vote du public utilisé lors des quarts de finale et demi-finale.
| Ordre | Artiste       | Chanson                  | Place |
| ----- | ------------- | ------------------------ | ----- |
| 1     | Stella        | Si tu aimes ma musique   | 1     |
| 2     | Baxter        | Plus personne n'y croit  | 2     |
| 3     | Tiziano       | Par amour                | 3     |
| 4     | Joseph Cioppa | Vivons l'amour de demain | 4     |

## À l'Eurovision

### Points attribués par la Belgique
| 12 points | Suisse      |
| 10 points | Allemagne   |
| 8 points  | Luxembourg  |
| 7 points  | Israël      |
| 6 points  | Autriche    |
| 5 points  | Suède       |
| 4 points  | Espagne     |
| 3 points  | Chypre      |
| 2 points  | Norvège     |
| 1 point   | Yougoslavie |

### Points attribués à la Belgique
| 12 points                         | 10 points                        | 8 points            | 7 points               | 6 points           |
| --------------------------------- | -------------------------------- | ------------------- | ---------------------- | ------------------ |
|                                   | - Danemark - Espagne             | - Chypre - Portugal | - Suède - Yougoslavie  | - Israël - Turquie |
| 5 points                          | 4 points                         | 3 points            | 2 points               | 1 point            |
| - Finlande - Luxembourg - Norvège | - Allemagne - Autriche - Irlande | - Pays-Bas          | - Royaume-Uni - Suisse |                    |

Stella interprète Si tu aimes ma musique en 11e lors de la soirée du concours, suivant l'Autriche et précédant l'Espagne.
Au terme du vote final, la Belgique termine 4e sur les 18 pays participants, ayant reçu 96 points au total,.